# Аниезе Висконти
Аниезе Висконти (на италиански: Agnese Visconti, Agnes; * 1363, Милано, Сеньория Милано; † 7 февруари 1391, Мантуа) от рода Висконти е чрез брак господарка на Мантуа.

## Произход
Тя е дъщеря на Бернабо Висконти (* 1321 или 1323, † 1385), господар на Бергамо, Бреша, Кремона, Сончино, Лонато и Валкамоника и съгосподар на Милано, и на съпругата му Беатриче (Реджина) дела Скала (* 1331, † 1384). Нейни дядо и баба по бащина линия са Стефано Висконти, господар на Арона, и Валентина Дория, а по майчина – Мастино II дела Скала, господар на Верона и Виченца, господар на Падуа, Парма, Бреша и Лука, и Тадеа да Карара. Има петима братя и девет сестри:
- Тадеа (* 1351, † 1381), херцогиня на Бавария като съпруга на Стефан III, майка на френската кралица Изабела Баварска
- Верде (* 1352, † 1414), херцогиня на Австрия като съпруга на Леополд III
- Марко (* 1355, † 1382), съвладетел на Милано (1379 – 1382) и господар на Парма (1364 – 1382), съпруг на Елизабета Баварска
- Лудовико (* 1355, † 1404), господар на Лоди (1379 – 1385) и на Парма, съпруг на Виоланта Висконти
- Валентина (* 1367, † 1393), кралица на Кипър и титулярна кралица на Йерусалим като съпруга на Петър II
- Родолфо (* 1358, † 1389), господар на Парма (1364 – 1389)
- Карло (* 1359, † 1403), господар на Парма (1364 г.), съпруг на Беатрис д’Арманяк
- Антония (* 1364, † 1405), графиня на Вюртемберг като съпруга на Еберхард III
- Катерина (* 1362, † 1404), последна господарка на Милано (1385 – 1395) и 1-ва херцогиня на Милано (1395 – 1402) като съпруга на братовчед си Джан Галеацо Висконти
- Мадалена (* 1366, † 1404), херцогиня на Бавария (1381 – 1393) и на Бавария-Ландсхут (от 1392 г.). като съпруга на Фридрих фон Байерн
- Джанмастино (* 1370, † 1405), господар на Бергамо и на Джера д'Ада, вероятен съпруг на Клеофа дела Скала – дъщеря на Антонио I дела Скала
- Лучия (* 1372, † 1424), графиня на Кент като съпруга на Едмънд Холанд
- Елизабета (* 1374, † 1432), херцогиня на Бавария като съпруга на Ернст фон Байерн
- Англезия (или Елоиза) (* 1377, † 1439), кралица на Кипър, титулярна кралица на Йерусалим и кралица на Армения от 1401 до ок. 1408 г. като съпруга на Янус дьо Лузинян

Освен това има шестима полубратя и девет полусестри от извънбрачни връзки на баща ѝ с пет жени. Той непрекъснато води войни с Папската държава (отлъчен е от Църквата) и е безмилостен тиранин. На 6 май 1385 г. Бернабо и двама от братята ѝ – Лудовико и Родолфо са пленени от братовчед им Джан Галеацо Висконти, който иска властта над Сеньория Милано, и са затворени в замъка на Трецо, където умират.

## Биография
През 1375 г. баща ѝ я обещава за съпруга на сина на Лудовико (Луиджи) II Гонзага – Франческо I Гонзага, капитан на народа на Мантуа. Брачните договори предвиждат зестра от 50 хил. златни скуди и имоти в градовете Парма, Кремона, Бреша и Бергамо. Така Аниезе се омъжва през 1380 г. Бракът цели помирението между Милано и Мантуа. Като подарък за сватбата родителите ѝ дават „Книгата на световните истории“ (Libro delle Istorie del Mondo), дело на Джовани ди Бенедето да Комо.
Когато Джан Галеацо Висконти – племенник на баща ѝ Бернабо Висконти прави държавен преврат, той залавя чичо си и синовете му Лудовико и Родолфо и кара да ги хвърлят в замъка на Трецо. Аниезе се обявява за враг на узурпатора си братовчед. Тя също така приютява в Мантуа много милански изгнаници, които се противопоставят на новия господар на Милано. 28-годишната Аниезе е обвинена в изневяра от съпруга си. Тя е осъдена на смърт и е обезглавена в Мантуа на 7 февруари 1391 г., а нейният предполагаем любовник Антонио да Скандиано е обесен. Възможно е обаче зад обвинението в изневяра да стоят прости политически причини. Всъщност Франческо I се жени повторно само две години по-късно за Маргарита Малатеста, сключвайки съюз с господарите на Римини срещу Висконти.
Аниезе и любовникът ѝ са погребани на днешния площад „Пиаца Палоне“, в двора на Херцогския дворец, където все още стои плоча, отбелязваща смъртта ѝ.

## Брак и потомство
∞ 1380 за Франческо I Гондзага (* 1363, Мантуа; † 7 март 1407, Кавриана), капитан на народа на Мантуа, от когото има една дъщеря:
- Алда Гонзага (* 1381, † 30 юли 1405), ∞ 1405 за Франческо III да Карара (* 28 юни 1377, Падуа; † 19 януари 1406, Венеция), син на Франческо Новело да Карара – господар на Падуа, от която няма деца.